# Robotnicza Spółdzielnia Wydawnicza „Prasa-Książka-Ruch”

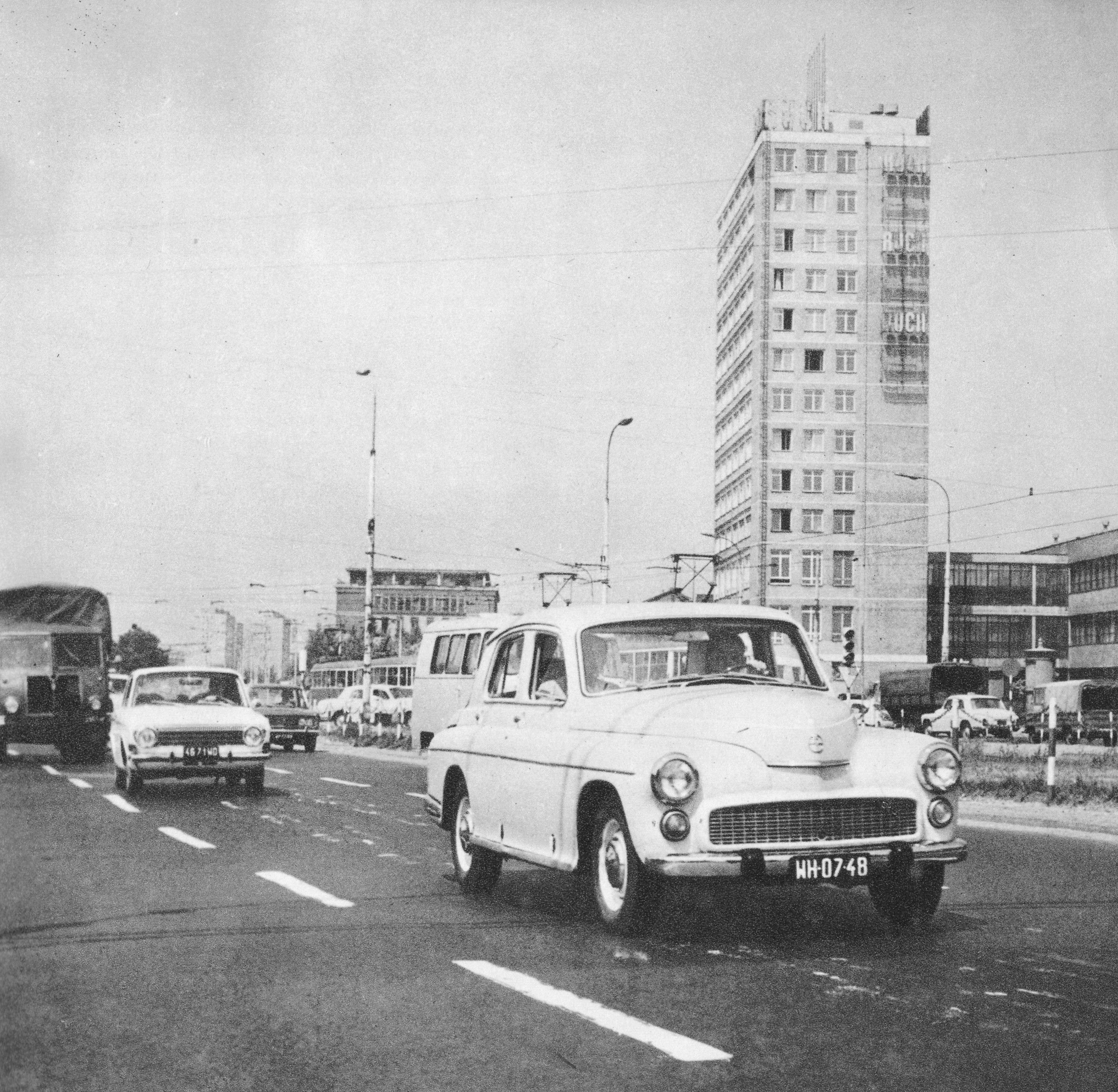
Kompleks budynków „Ruchu” (centrala, magazyny i ekspedycja) przy ul. Towarowej 28 w Warszawie

Robotnicza Spółdzielnia Wydawnicza „Prasa-Książka-Ruch” (RSW „Prasa-Książka-Ruch”) – polskie wydawnictwo utworzone w 1973 w wyniku połączenia Robotniczej Spółdzielni Wydawniczej „Prasa”, wydawnictwa „Książka i Wiedza” oraz Przedsiębiorstwa Upowszechniania Prasy i Książki „Ruch”.
RSW „Prasa-Książka-Ruch” była obok pośrednich dotacji budżetowych i składek członkowskich jednym z głównych źródeł bieżących dochodów PZPR wypłacając corocznie wysokie dywidendy (zwykle w miesięcznych ratach), których wysokość ustalał Komitet Centralny PZPR w czasie planowania budżetu partii. Mniejsze dotacje płynęły również do organizacji będących formalnymi współwłaścicielami koncernu. Inną formą wykorzystywania RSW przez PZPR było zatrudnianie w koncernie funkcjonariuszy partyjnych na fikcyjnych etatach. RSW była dotowana z budżetu państwa, korzystając z kredytów udzielanych na warunkach preferencyjnych oraz znacznych ulg w podatkach.

## Struktura organizacyjna
RSW była największym koncernem prasowym w Europie Środkowo-Wschodniej. Publikowało większość wysokonakładowych gazet i czasopism (w 1988 r. 45 gazet codziennych na czele z głównym organem PZPR – Trybuną Ludu i 235 czasopism o łącznym nakładzie 3,5 mln egz.). RSW wydawała także kalendarze, pocztówki, reprodukcje dzieł sztuki, płyty i kasety z muzyką, kasety wideo, a jej działalność obejmowała także działalność filmową. Działalnością kolportażową zajmowało się Przedsiębiorstwo Kolportażowe Ruch. RSW skupiała w sobie 7 wydawnictw i agencji książkowych wydających po kilkaset tytułów rocznie, głównie pozycji o tematyce społeczno-politycznej. Jej przybudówkami były także instytucje pozaprasowe, agencje (m.in. Polska Agencja Interpress, Centralna Agencja Fotograficzna, Krajowa Agencja Wydawnicza i Młodzieżowa Agencja Wydawnicza). RSW „Prasa-Książka-Ruch” miała 17 własnych drukarni (stan na 1990), sieć kolportażu, 4 centralne ośrodki wczasowe, a także podlegały jej organizacje takie jak CHZ „Ars Polona”, Przedsiębiorstwo Filatelistyczne i Ośrodek Badań Prasoznawczych. Przedostatnim prezesem koncernu był Wiesław Rydygier. W listopadzie 1989 zastąpił go Sławomir Tabkowski.

## Struktura własnościowa
W 1989 roku liczba udziałów poszczególnych organizacji w spółdzielni przedstawiała się następująco:
1. PZPR – 100 (95,2%)
2. Liga Kobiet Polskich – 1 (0,95%)
3. Związek Harcerstwa Polskiego – 1 (0,95%)
4. Związek Socjalistycznej Młodzieży Polskiej – 1 (0,95%)
5. Związek Młodzieży Wiejskiej – 1 (0,95%)
6. Zrzeszenie Studentów Polskich – 1 (0,95%).

Na początku 1990 roku po rozwiązaniu PZPR, a przed uchwaleniem przez Sejm ustawy o likwidacji RSW udziały objęły:
1. SdRP – 51%
2. ZSMP – 9%
3. ZMW – 9%
4. ZSP – 9%
5. Liga Kobiet Polskich – 12%
6. Fundacja Wschód-Zachód – 10%.

## Likwidacja
22 marca 1990 roku Sejm uchwalił ustawę o likwidacji RSW, która ustalała zasady podziału koncernu. 30 marca zatwierdził ją Senat. 6 kwietnia premier Tadeusz Mazowiecki powołał Komisję Likwidacyjną ds. RSW „Prasa-Książka-Ruch”, a dwa tygodnie później jej pierwszych pełnomocników terenowych. Z podziałem majątku po RSW wiązało się szereg kontrowersji co do jego zasad i niejawnie podejmowanych decyzji. Wyprowadzanie majątku do przedsiębiorstw prywatnych z koncernu zaczęło się jeszcze przed 1989 r. Jednym z jego bardziej znanych form było dotowanie przez RSW „Prasa-Książka-Ruch” na polecenie KC PZPR spółki Transakcja, co w przekonaniu niektórych z procesu prywatyzacji koncernu czyniło klasyczny przypadek tzw. uwłaszczenia nomenklatury.
RSW została podzielona przez Sejm w 1990 i 1991 r., jako nowi właściciele preferowane były partie polityczne. „Solidarność” i Porozumienie Centrum przejęły „Express Wieczorny”, Kongres Liberalno-Demokratyczny i część działaczy Unii Demokratycznej nabyło „Życie Warszawy”, Konfederacja Polski Niepodległej tygodnik „Razem”, a SdRP „Trybunę”.
„Sprawozdanie z likwidacji majątku byłej Polskiej Zjednoczonej Partii Robotniczej” wśród przedsiębiorstw, w których RSW „Prasa-Książka-Ruch” zaangażowała swoje kapitały przed ustawą o jej likwidacji wymienia następujące firmy:
- Przedsiębiorstwo polsko-radzieckie „Orbita” Spółka Wydawniczo-Poligraficzna sp. z o.o.,
- „Polska Agencja Wydawnicza” SA,
- „Strefa Wolnocłowa Cieszyn” sp. z o.o.,
- Młodzieżowa Agencja Wydawnicza,
- „Zwierciadło” sp. z o.o.,
- „Tani Dom” sp. z o.o.,
- Agencja Reklamowa „IKS” sp. z o.o.,
- „Polvis” sp. z o.o.,
- Oficyna Wydawnicza „Życie Warszawy” sp. z o.o.,
- Centrala Handlu Zagranicznego „Paged” sp. z o.o.,
- Przedsiębiorstwo Produkcyjno Wydawnicze „Rondo-Graf” sp. z o.o.,
- Przedsiębiorstwo Produkcyjno Usługowo Handlowe „Polvist” sp. z o.o. z siedzibą w Przeworsku,
- „Sirpol Ruch” sp. z o.o. z siedzibą w Łodzi,
- „Sponsor” sp. z o.o. z siedzibą w Olsztynie,
- Wielozakładowe Przedsiębiorstwo Produkcyjno Handlowe „Cezab” SA z siedzibą w Częstochowie,
- „Wtórpap” sp. z o.o.,
- „Oferta dla każdego” sp. z o.o.,
- „Pololimp” sp. z o.o.,
- „Leskon” sp. z o.o.,
- Biuro Obsługi Prawnej i Technicznej „Cons-Lex” sp. z o.o.,
- Przedsiębiorstwo Produkcyjno-Usługowo-Handlowo-Wdrożeniowe „Pozgraf” sp. z o.o. z siedzibą w Poznaniu,
- „Cresh” sp. z o.o. z siedzibą w Jarosławiu,
- „Olsport” sp. z o.o. z siedzibą w Katowicach,
- „Promer-Soft” sp. z o.o.,
- „Ilustrowany Kurier Codzienny” sp. z o.o.,
- „Polareks” SA.